# Lissocarpa guianensis
Lissocarpa guianensis là một loài thực vật có hoa trong họ Thị. Loài này được Gleason mô tả khoa học đầu tiên năm 1926.